# Woman on Top
Woman on Top ist eine US-amerikanische Filmkomödie von Fina Torres, die 2000 produziert wurde.

## Handlung
Die Köchin Isabella lebt im brasilianischen Salvador da Bahia. Sie hat motorische Störungen, da sie an der Reisekrankheit leidet. Sie muss deshalb immer Kontrolle haben, selber Vespa fahren und beim Sex immer oben sein. Sie lernt Toninho Oliveira kennen, der ein Strandrestaurant führt und heiratet ihn. Sie kocht hervorragend und das Restaurant läuft sehr gut. Toninho erträgt es aber nicht, dass seine Frau beim Sex immer auf ihm liegen will und er auf der Vespa hinten sitzt – er betrügt sie mit einer anderen Frau. Isabella verlässt ihn daraufhin und bittet die Göttin Yemayá, ihre Liebe zu beenden.
Sie zieht zu ihrer Jugendfreundin, der transgeschlechtlichen Monica Jones, nach San Francisco, wo sie einen Kochkurs führt und dann für das lokale Fernsehen entdeckt wird. Sie moderiert dort eine sehr erfolgreiche Kochshow mit Monica. Toninho fährt nach San Francisco, um Isabella zurückzugewinnen. Diese flirtet zuerst mit dem Produzenten ihrer Sendung. Nachdem dieser die von dem Management des Senders geforderte Änderungen umsetzt, kündigt sie. Isabella will sich mit Toninho versöhnen, sie stellt jedoch fest, dass sie ihn aufgrund des Fluchs der Göttin nicht mehr liebt. Sie bittet die Göttin, den Zauber von ihr zu nehmen. Doch erst das gemeinsame Abschiedskochen, auf Bitten von Toninho, lässt die Göttin erkennen, das die beiden für einander bestimmt sind und sie nimmt den Fluch zurück. Die beiden haben wieder ihre Liebe und kehren zusammen nach Brasilien zurück. Monica und Cliff enden als Paar.

## Kritiken
- William Arnold schrieb im Seattle Post-Intelligencer, dass der Film einen Charme habe.
- Roger Ebert schrieb in der Chicago Sun-Times, dass der Film zu der Sorte der Filme gehöre, die man mögen könne.
- Jonathan Foreman schrieb in der New York Post, dass der Film stellenweise zu skurril sei.

## Auszeichnungen
Fina Torres wurde 2000 für einen Preis des Filmfestivals von Bogotá und 2001 für den ALMA Award nominiert.
Die Deutsche Film- und Medienbewertung FBW in Wiesbaden verlieh dem Film das Prädikat wertvoll.